# Lijst van rundveerassen
Van het gedomesticeerde rund (Bos primigenius taurus) zijn er diverse rassen bekend. Hieronder staan ze genoemd. Ook enkele andere runderrassen waar een gedomesticeerde variant van bestaat staan hierbij. Van veel rassen zijn er meerdere kleurslagen en tekeningen erkend.

## A

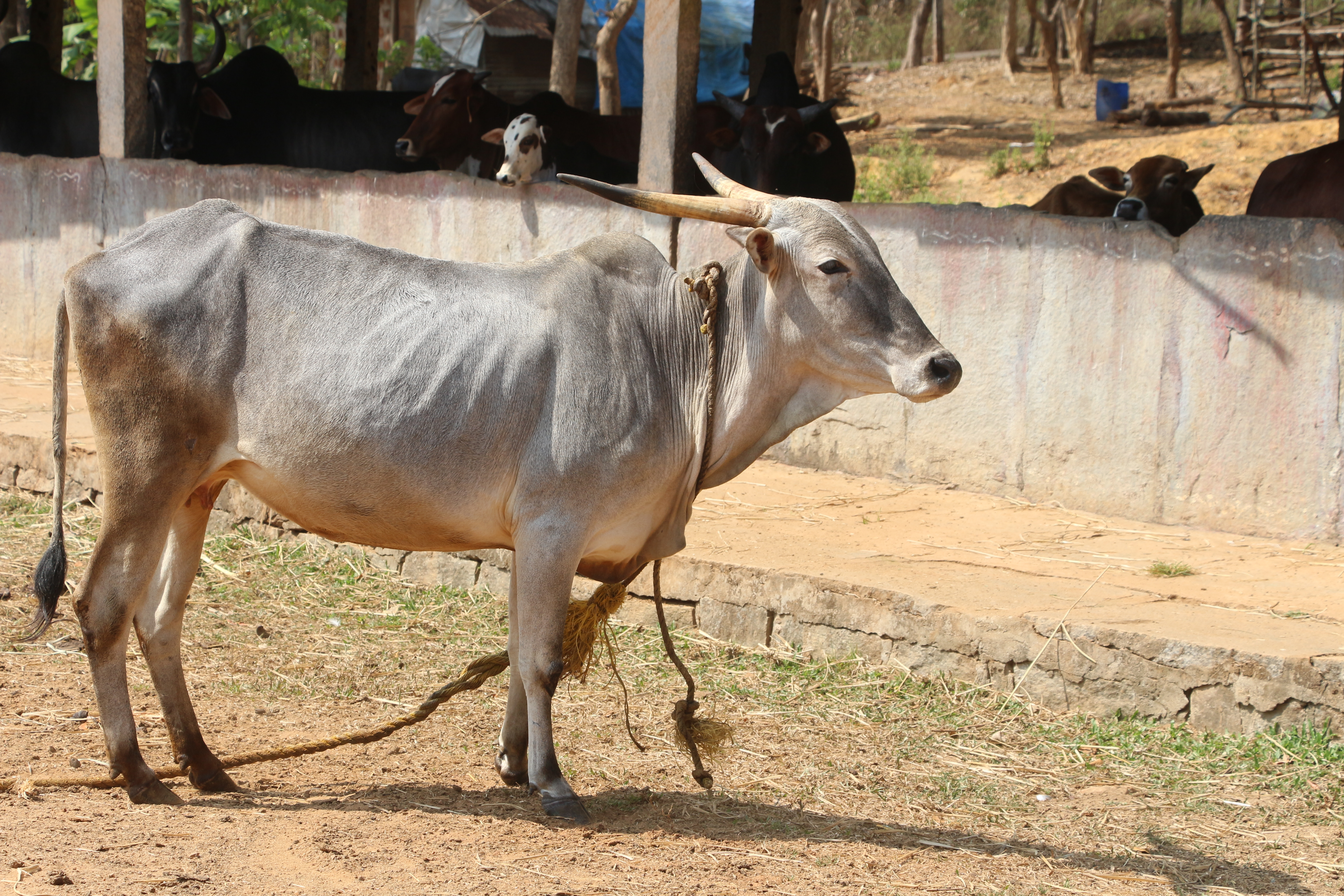
Amrit Mahal

- Aberdeen Angus
- Abigar
- Achham
- Abondance
- Adapteur
- Africangus
- Afrikaner
- Albanees dwergvee
- Albera
- Alderney (uitgestorven)
- Allmogekor
- Alma-ata
- Amrit Mahal
- Angeln
- Ankole
- Arouquesa
- Aubrac
- Auerrund
- Aulie-Ata
- Aure et Saint-Girons
- Australian lowline
- Ayrshire

## B
- Baggerbonte
- Balirund
- Barrosã
- Bazadaise

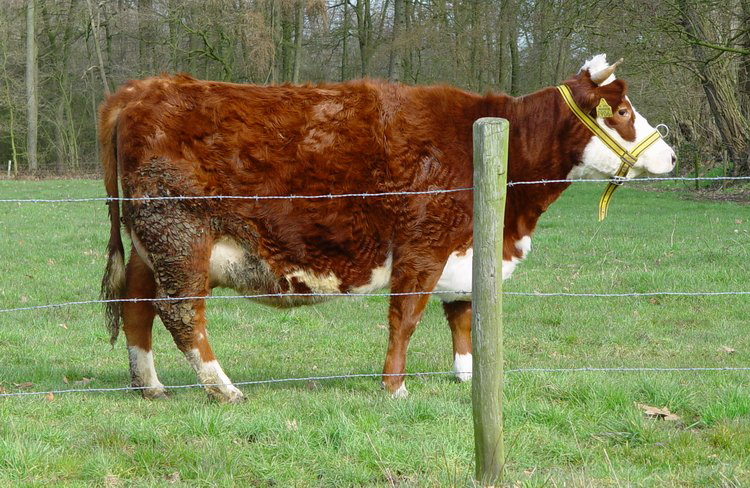
Blaarkop

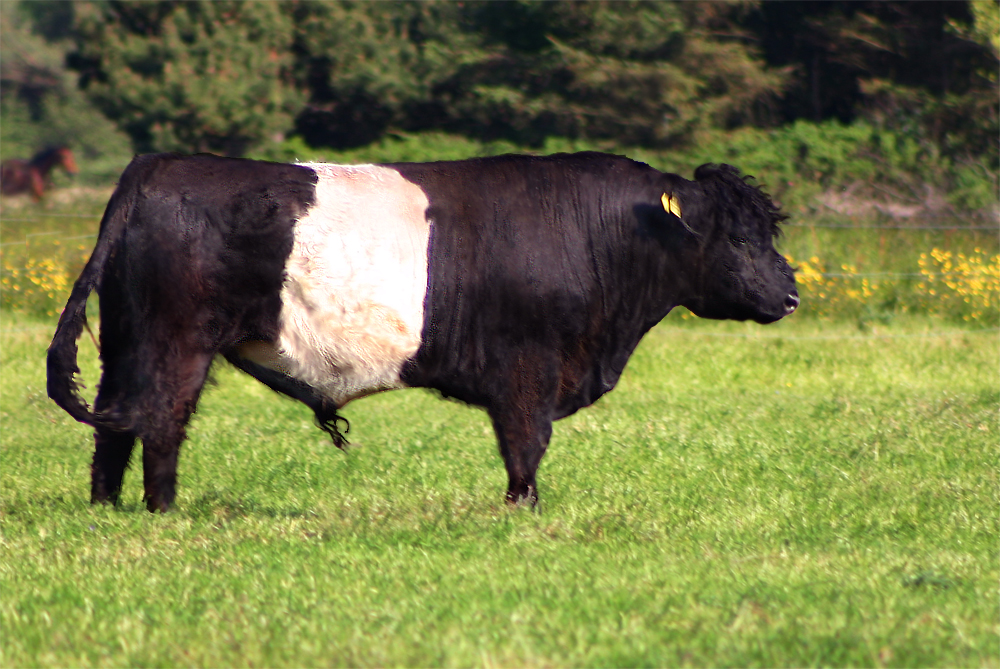
Belted Galloway

- Beefalo (een hybride van een koe en een bizon)
- Beefmaster
- Belgisch witblauw
- Belted Galloway
- Blaarkop of Groninger blaarkop
- Bleue du Nord
- Blonde d'Aquitaine
- Blonde van de Pyreneeën (uitgestorven)
- Bonsmara
- Boran
- Boškarin  of Istrisch rund
- Braford
- Brahman
- Brandrode
- Brangus
- Braunvieh
- Brava of Race de Combat
- Braziliaanse Fries
- Brettones pie noires
- British white
- Brown Swiss
- BueLingo
- Buffalypso
- Buša

## C

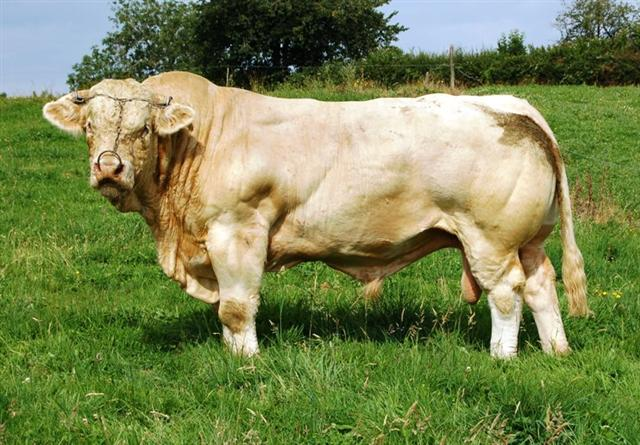
Charolais

- Cachena
- Caldelana
- Camargue of Raço di Biòu
- Canadienne
- Canchim
- Caracu
- Cárdena Andaluza
- Charolais
- Chiangus
- Chianina
- Chillingham
- Corriente
- Corsicana of Corse

## D

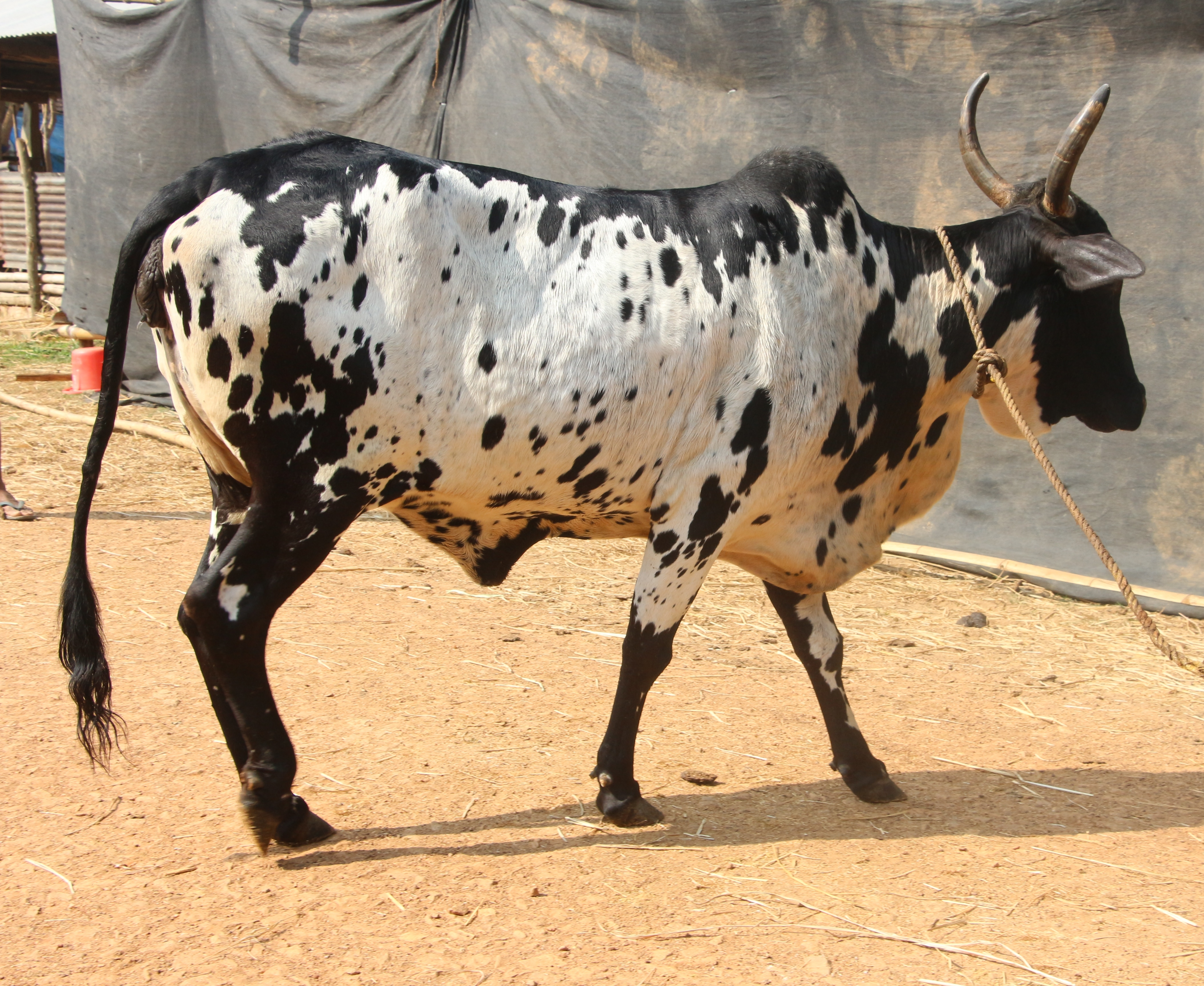
Dangi

- Dahomey dwergrund
- Dangi
- Deoni
- Devon
- Dexter
- Dhanni
- Dølafe
- Drakensberger
- Droughtmaster
- Dzo

## E
- English longhorn
- Ennstaler Bergscheck
- Évolène

## F
- Ferrandaise
- Finnvee
- Fjäll of Zweeds bergrund
- Fleckvieh
- Frieiresa
- Fries-Hollands
- Fries roodbont

## G

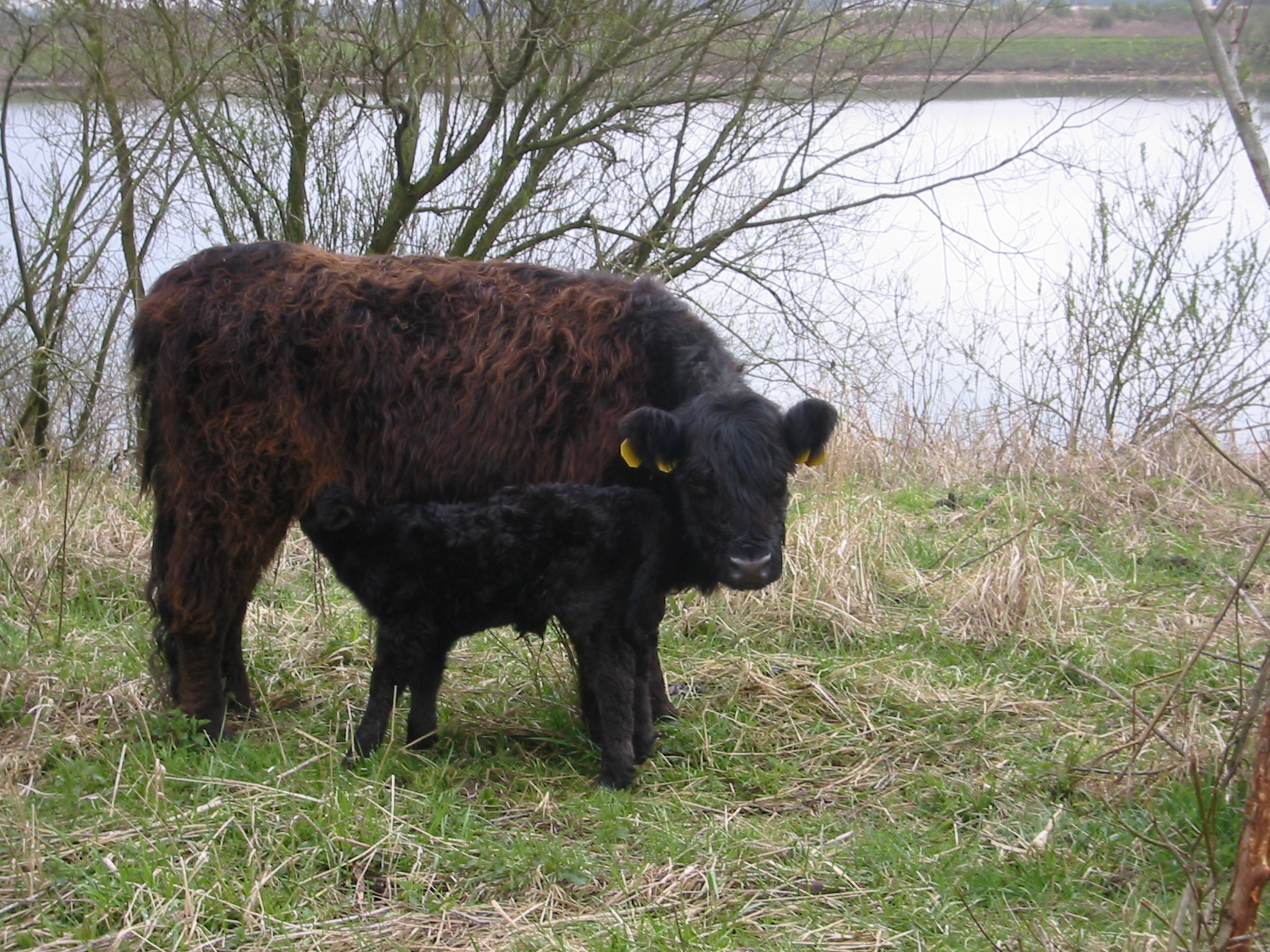
Galloway

- Galloway
- Gangatri
- Gaoloa
- Garonnaise (uitgestorven)
- Garvonesa
- Gascogne
- Gayal of Mithun
- Gelbvieh
- Gir
- Girolando
- Griekse shorthorn
- Guernsey
- Guzerat

## H
- Hanwoo
- Heckrund
- Heidekoe
- Hereford
- Holstein-Friesian

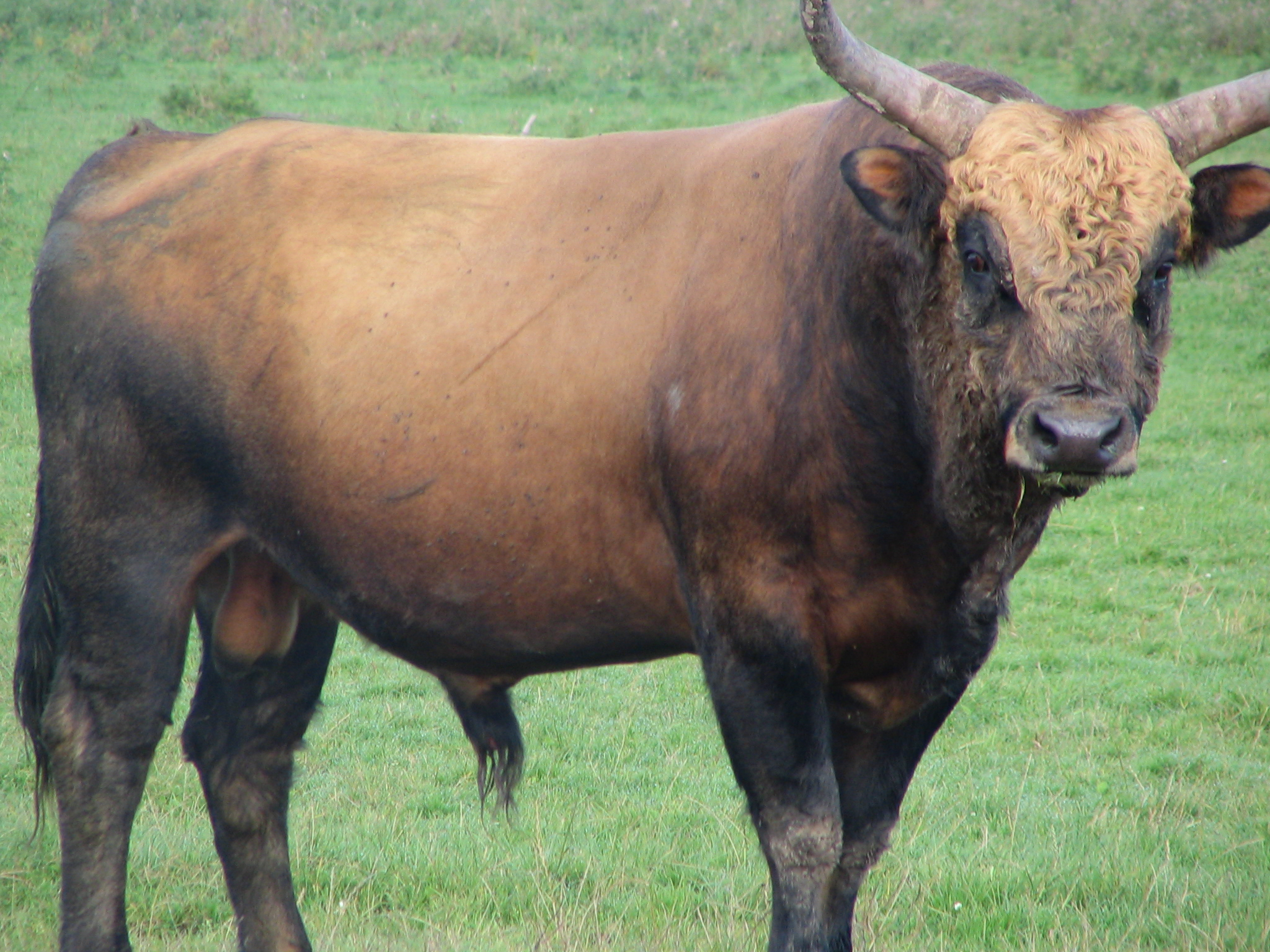
Heckrund

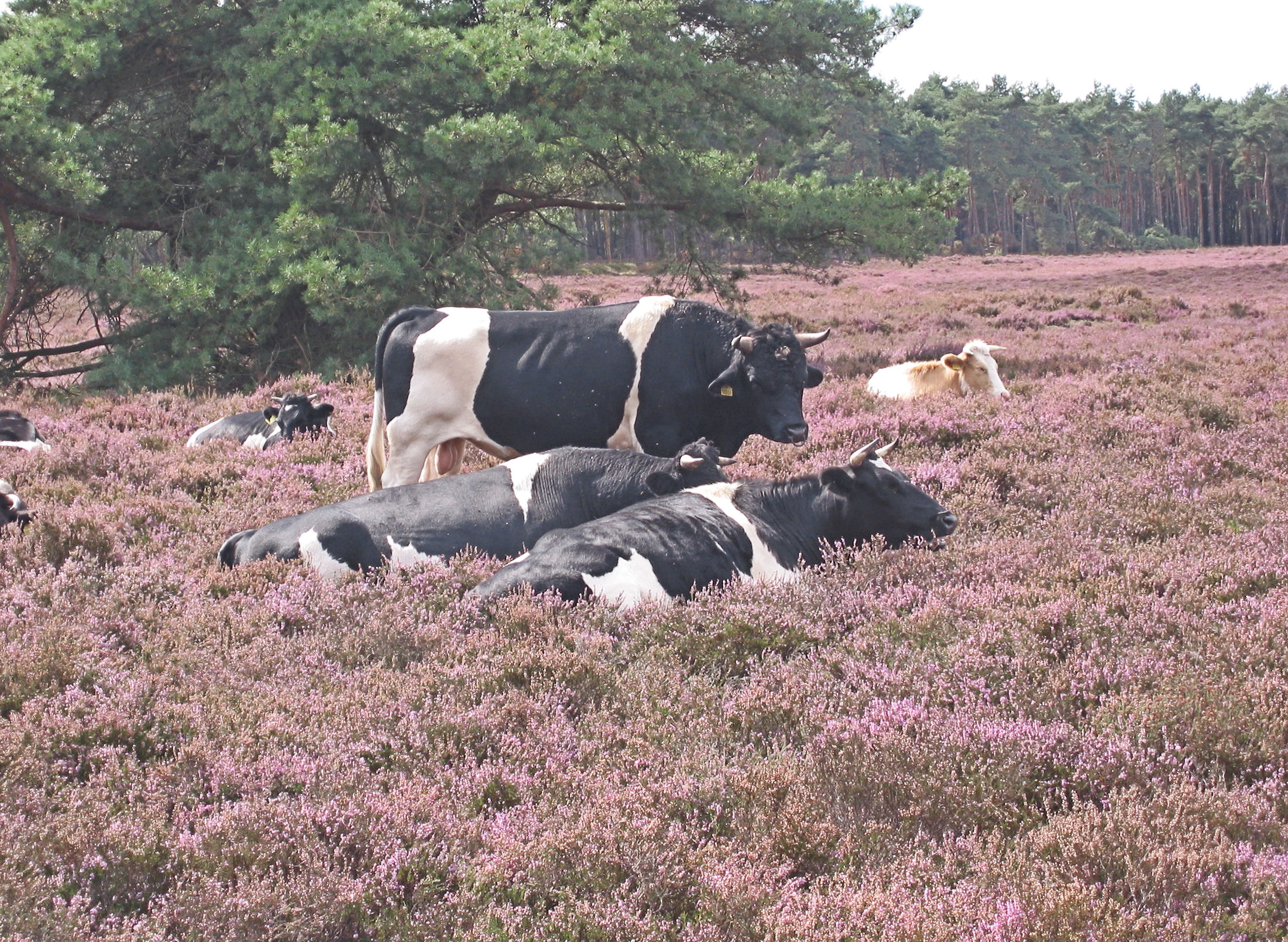
Heidekoeien in het Wekeromse Zand

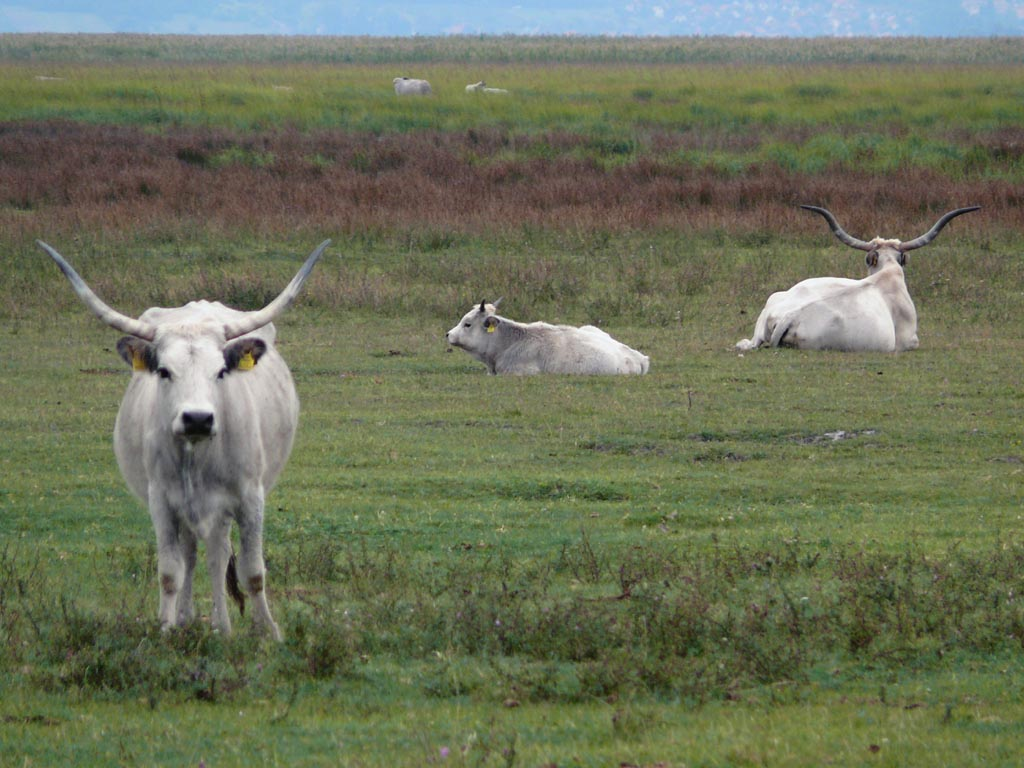
Hongaars grijs rund

- Hongaars grijs of Hongaars stepperund
- Hybridmaster

## J
- Jak
- Jakoet
- Jarmelista
- Javari
- Jeju Black
- Jersey
- Jutland rund

## K
- Kalmyk
- Kangayam
- Kankrej
- Kaokoveld
- Karbouw of Waterbuffel
- Kasaragod dwergrund
- Kempens roodbont
- Kenkatha
- Kerry
- Kherigarh
- Khillari

## L
- Lakenvelder
- Letse blauwe
- Letse bruine
- Limia
- Limousin
- Lincoln Red
- Litouwse rode
- Lourdais
- Luing

## M

Maronesa

- Maas-Rijn-IJsselvee
- Madura
- Maine anjou
- Malnad Gidda
- Maraîchine
- Marchigiana
- Maremmana
- Marinhoa
- Maronesa
- Menorquina
- Mertolenga
- Miniature Longhorn
- Miniature Zebu
- Minivaca
- Mirandesa
- Monchina
- Montbéliarde
- Munstervee
- Murray grey

## N

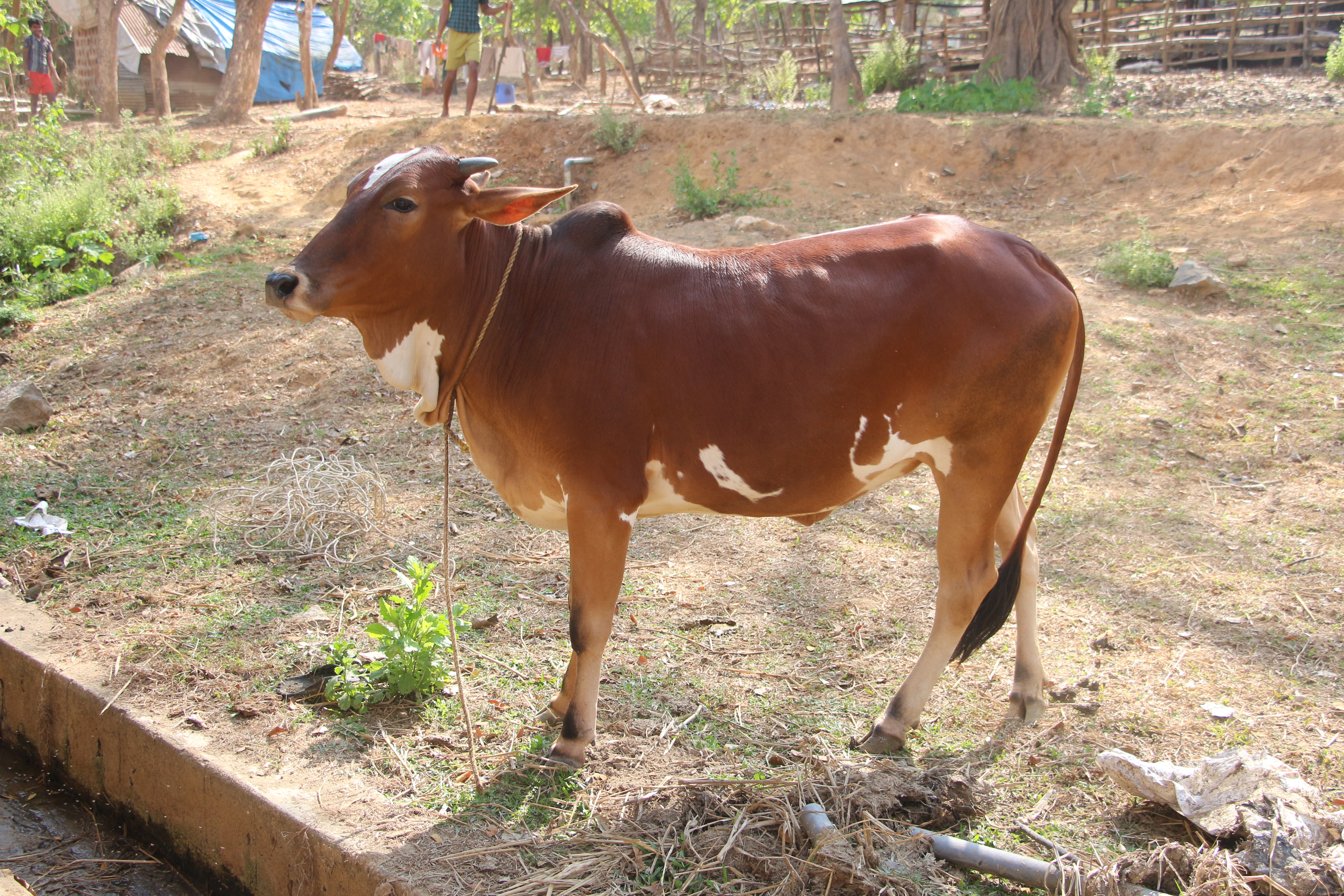
Nimari

- Nagori
- Nantaise
- N'Dama
- Nelore
- Nguni
- Niata (uitgestorven)
- Nimari
- Noors roodbont
- Normande

## O
- Oerrund (uitgestorven)
- Ongole
- Oost-Vlaams witrood
- Oropa

## P
- Pajuna
- Parthenais
- Pasiega
- Piëmontese
- Pinzgauer
- Podolica
- Polled Hereford
- Ponwar
- Punganur

## Q
- Quercy (uitgestorven)
- Quinchuan

## R
- Randall lineback
- Raramuri Criollo
- Red Holstein Frisian
- Red poll
- Red Sindhi
- Rode Geus
- Romagnola
- Romosinuano
- Rood Deens melkras
- Russisch zwartbont

## S

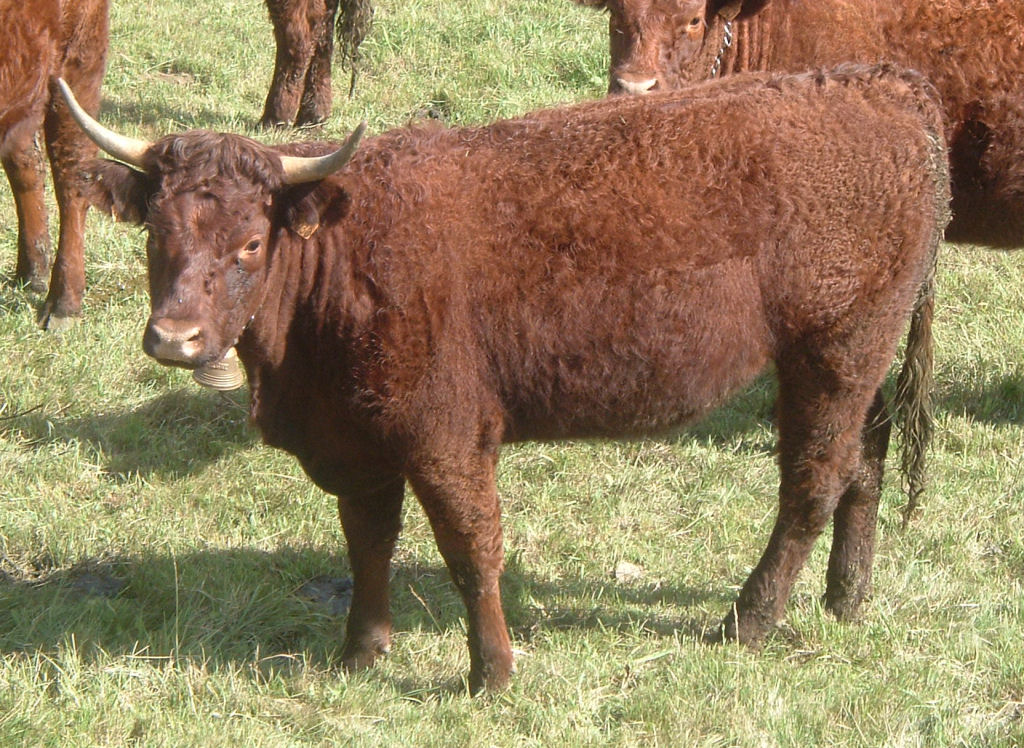
Salers

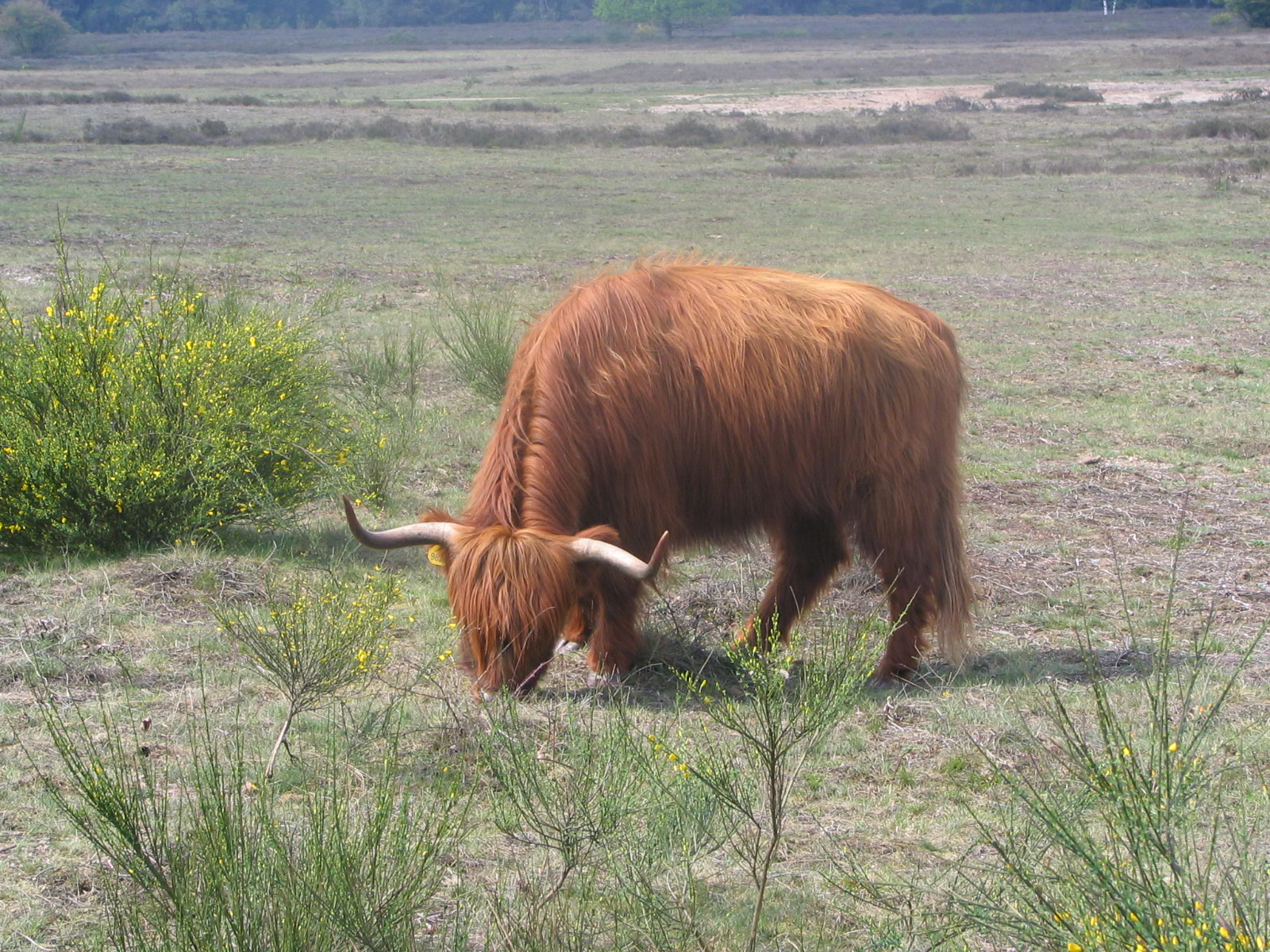
Schotse hooglander

- Sahiwal
- Salers
- Salorn
- Santa Gertrudis
- Sayaguesa
- Schotse hooglander
- Senepol
- Shorthorn of Durham
- Sidet Trønder
- Simbrah
- Simmental
- Somba
- Southern yellow
- Sussex

## T

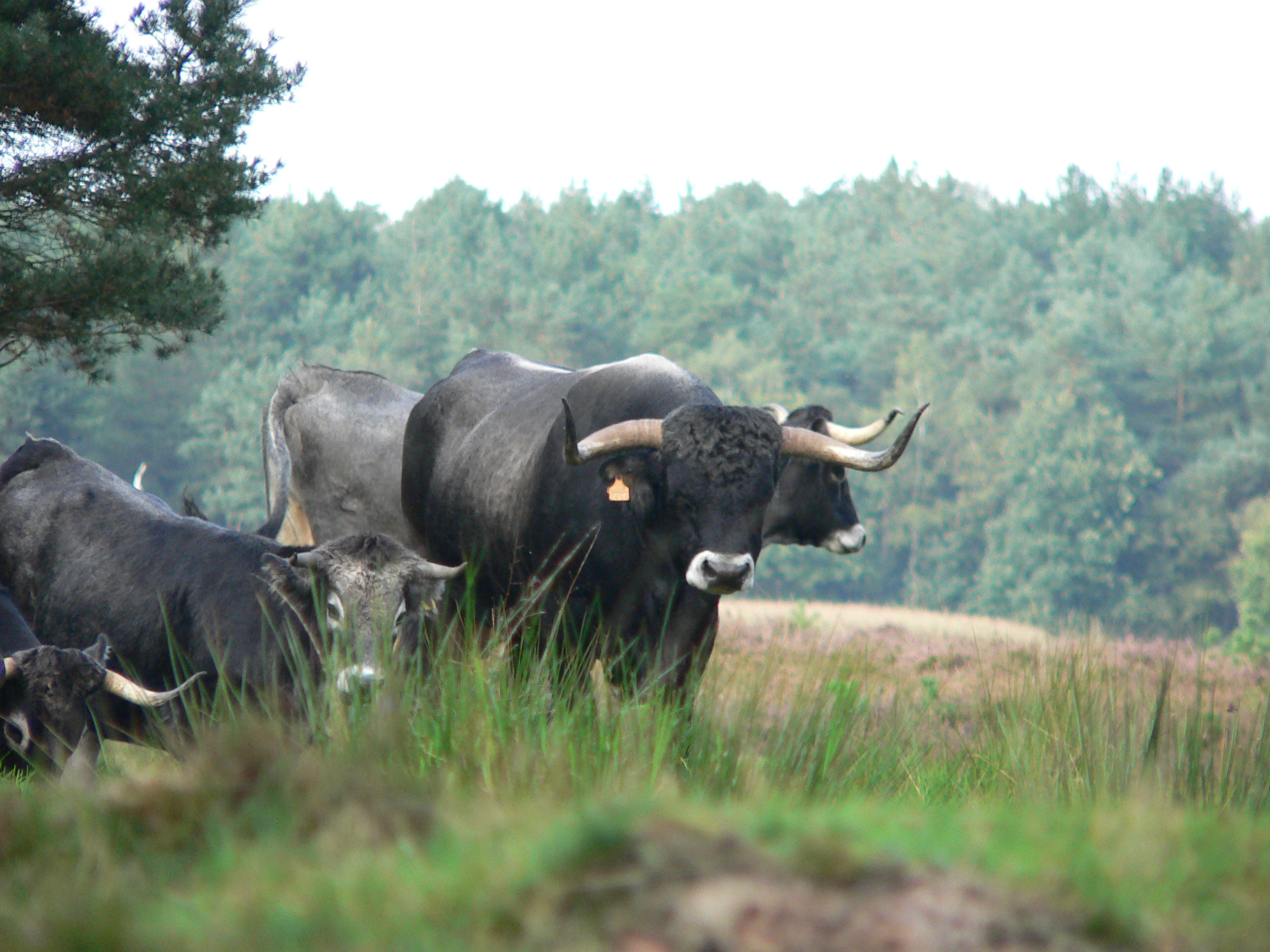
Tudanca's

- Tabapuan
- Tarentaise
- Tasmanian grey
- Tauros
- Taurus
- Telemark
- Texas longhorn
- Thaise vechtzeboe
- Tharparkar
- Tudanca
- Tuli

## U
- Uruzrund

## V
- Valdostana
- Vaynol
- Vechur
- Verbeterd roodbont
- Vestlandsk fjord
- Vestlandsk raudkolle
- Vianesa
- Villard-de-Lans
- Vogelsberger rund
- Vogezenrund
- Vorderwald

## W
- Wagyu
- Watusi
- Welsh black
- West-Vlaams rood
- White Park Cattle
- Wigt
- Witrik

## X
- Xata Roxa
- Xhosa
- Xinjiang brown

## Y
- Yanbian
- Yaroslavl
- Yerli kara

## Z
- Zeboe
- Zubroń
- Zweeds roodbont